# جولیا استایلز
جولیا استایلز (به انگلیسی: Julia Stiles) (زاده ۲۸ ژوئیه ۱۹۸۱) بازیگر آمریکایی است. از فیلم‌های او می‌توان به ۱۰ چیز دربارهٔ تو که ازشان متنفرم، برتری بورن، شاهزاده و من، سوء رفتار، متعلق به شیطان، شیادان، دوستت دارم، دوستت ندارم، ستاره‌هایی در فیلم‌های کوتاه، دکستر، ایالتی و اصلی، دختر با احتمال زیاد، پایین برای تو و جیسون بورن اشاره کرد.

## فیلم‌شناسی

### سینما
- ۱۹۹۶ - دوستت دارم، دوستت ندارم
- ۱۹۹۷ - متعلق به شیطان
- ۱۹۹۹ - ۱۰ چیز درباره تو که ازشان متنفرم
- ۲۰۰۰ - پایین برای تو
- ۲۰۰۰ - هملت
- ۲۰۰۰ - ایالتی و اصلی
- ۲۰۰۱ - آخرین رقص را نگه دار
- ۲۰۰۲ - هویت بورن
- ۲۰۰۳ - کارولینا
- ۲۰۰۳ - لبخند مونا لیزا
- ۲۰۰۴ - شاهزاده و من
- ۲۰۰۴ - برتری بورن
- ۲۰۰۵ - ادموند
- ۲۰۰۵ - سفری کوتاه به بهشت
- ۲۰۰۶ - طالع نحس
- ۲۰۰۷ - اولتیماتوم بورن
- ۲۰۱۲ - دفترچه امیدبخش
- ۲۰۱۲ - ستاره‌هایی در فیلم‌های کوتاه
- ۲۰۱۲ - دختر با احتمال زیاد
- ۲۰۱۳ - مدار بسته
- ۲۰۱۵ - بلک‌وی
- ۲۰۱۵ - گیلی هاپکینز بزرگ
- ۲۰۱۶ - سوءرفتار
- ۲۰۱۶ - جیسون بورن
- ۲۰۱۹ - شیادان
- ۲۰۲۲ - یتیم: اولین قتل
- ۲۰۲۴ - خانواده منتخب
- ۲۰۲۵ - کاش اینجا بودی

### تلویزیون
- سایه‌نویس - (۱۹۹۳-۱۹۹۴)
- پخش زنده شنبه شب - (۲۰۰۱)
- پانکد - (۲۰۰۴)
- دکستر - (۲۰۱۰)
- ریویرا - (۲۰۱۷-۲۰۲۰)